# Red Deer River
Der Red Deer River ist ein linker Nebenfluss des South Saskatchewan River im Westen Kanadas mit einer Länge von 724 km. 

## Flusslauf
Der Red Deer River entspringt in den Kanadischen Rocky Mountains im Banff-Nationalpark und fließt zunächst nach Nordosten und an der Stadt Red Deer vorbei, die nach ihm benannt ist. Dann fließt er weiter nach Südosten und Osten, an Drumheller vorbei und schließlich in Richtung Saskatchewan, wo er in den South Saskatchewan River mündet.
Das Flusstal des Red Deer River war für die Indianer Albertas wichtig, da es dort große Vorkommen an Jagdwild gab, darunter Büffel, Elche, Hirsche und Biber. Mitte des 19. Jahrhunderts war das Flusstal von den Stämmen der Blackfoot, Cree, Stoney und Métis bevölkert. Der ursprüngliche Cree-Name des Flusses war Waskasoo seepee („Elch-Fluss“).
Das Tal des Red Deer River wird durch mehrere Provinz- und Regionalparks geschützt, darunter der Dry Island Buffalo Jump Provincial Park, der Midland Provincial Park und der Dinosaur Provincial Park.

## Hydrologie
Das Einzugsgebiet des Red Deer River umfasst etwa 49.500 km², das effektive Einzugsgebiet etwa 30.000 km². Der mittlere Abfluss 47 km oberhalb der Mündung nahe Bindloss beträgt 58 m³/s. In den Frühjahrsmonaten wird der Fluss hauptsächlich von der Schneeschmelze in der Prairie gespeist. Der Schnee in den höheren Lagen schmilzt erst später im Jahr, so dass in den Sommermonaten ein Großteil der Wassermenge aus Schmelzwasser aus den Kanadischen Rocky Mountains besteht.